# Bryson Burroughs

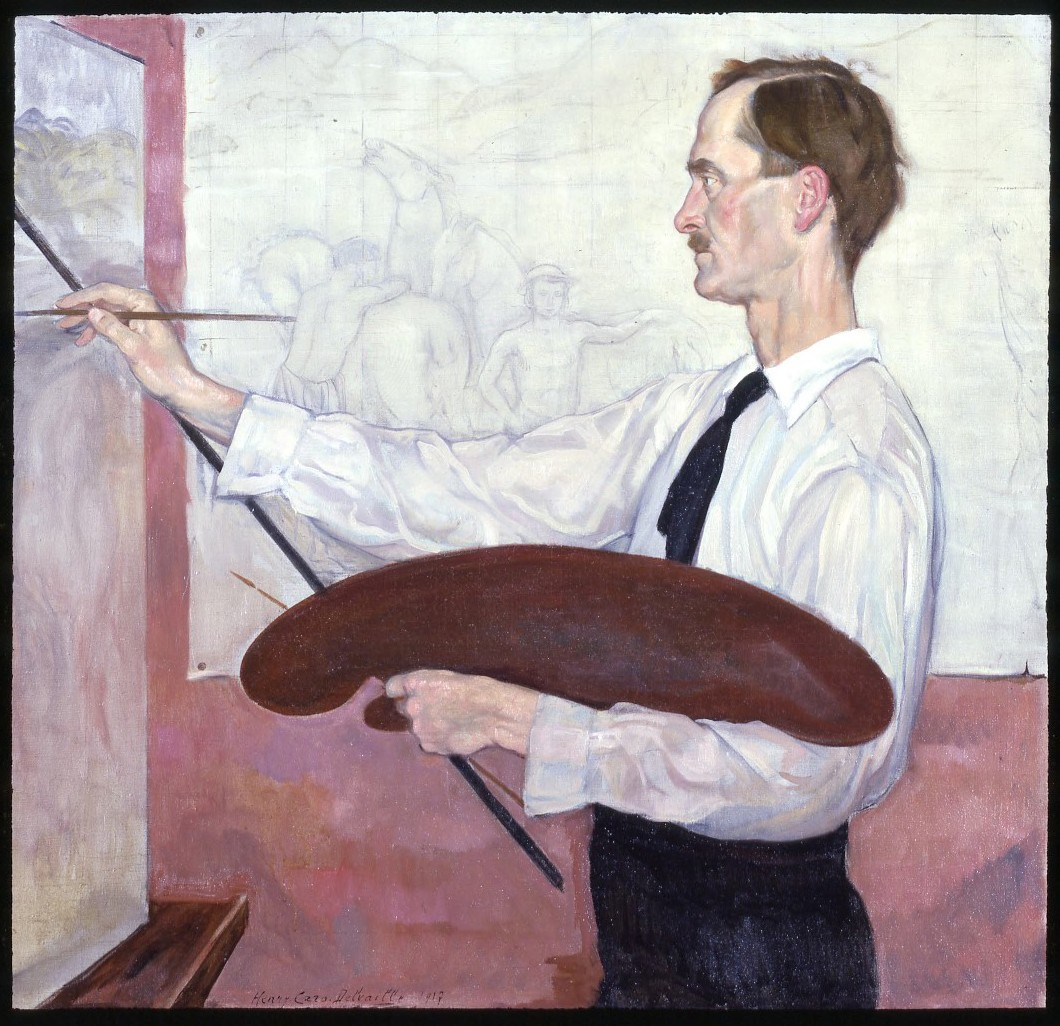
Henri Caro-Delvaille: Bryson Burroughs (1917). Princeton University Art Museum

Henry Bryson Burroughs (* 8. September 1869 in Hyde Park, Massachusetts, USA; † 16. November 1934 in New York City, New York, USA) war ein amerikanischer Maler und Leiter der Gemäldeabteilung des Metropolitan Museum of Art in New York City.

## Leben
Nach dem frühen Tod seines Vaters wuchs Bryson Burroughs in Cincinnati, Ohio, auf. Von 1889 bis 1890 studierte er an der Art Students League of New York bei Kenyon Cox und Henry Siddons Mowbray. 1890 gewann er den Chanler Prize, der ihm ein Studium an der Académie Julian in Paris ermöglichte. Dort arbeitete er unter Luc-Olivier Merson und erhielt Ratschläge von Pierre Puvis de Chavannes.
1893 heiratete er in England die Bildhauerin Edith Woodman. Gemeinsam lebten sie 1895 mehrere Monate in Florenz. Ab 1906 arbeitete Burroughs als Assistant Curator unter Roger Fry am Metropolitan Museum of Art, ab 1909 war er Kurator für Gemälde bis zu seinem Tod im Jahr 1934. Er war ein begeisterter Radrennfahrer und zog eine Karriere als Profifahrer ernsthaft in Betracht, bevor er sich der Malerei zuwandte.

## Werk

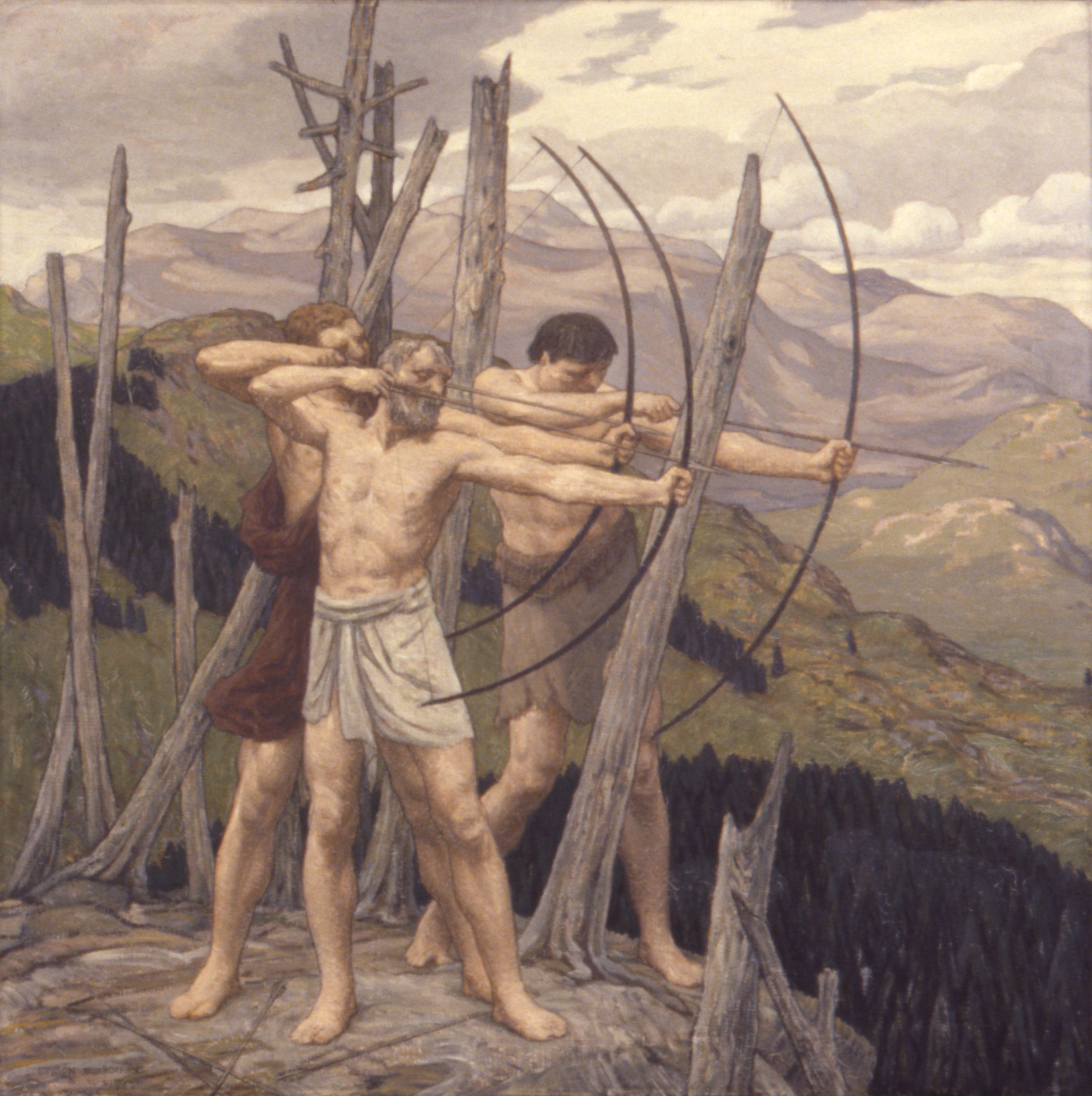
Bryson Burroughs: The Archers (1917). Smithsonian American Art Museum

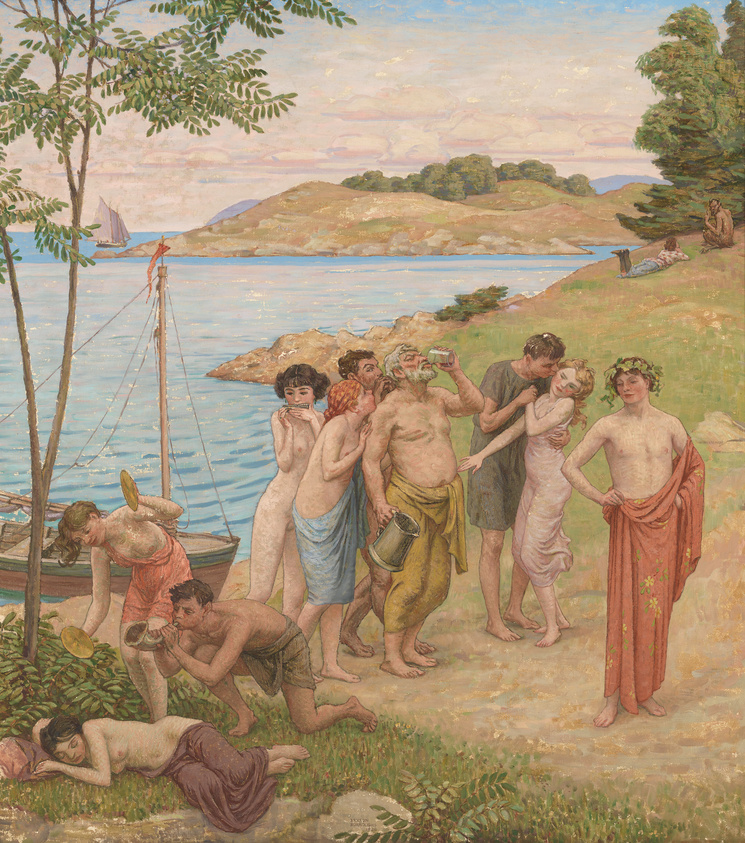
Bryson Burroughs: Island of Naxos (1928). Whitney Museum of American Art

Bryson Burroughs war ein klassisch geprägter Maler, der mythologische und biblische Themen bevorzugte. Sein Stil zeichnete sich durch flächige Malerei, reduzierte plastische Modellierung und eine helle Farbpalette aus, die an Puvis de Chavannes angelehnt war. Zu seinen bedeutendsten Werken zählen Consolation of Ariadne (1915), Island of Naxos (1928) sowie die allegorischen Gemälde The Garden of Venus (1914) und Pegasus (um 1925). Seine akademischen Zeichnungen spiegeln seine solide Ausbildung und seinen an der Antike orientierten Geschmack wider. Er stellte auf namhaften Ausstellungen wie der Pan-American Exposition 1901 in Buffalo und der Weltausstellung 1904 in St. Louis sowie als Associate Member der National Academy aus.
Als Kurator war er für bedeutende Erwerbungen des Metropolitan Museum of Art verantwortlich, darunter Paul Cézannes View of the Domaine Saint-Joseph, das erste Cézanne-Gemälde in einer amerikanischen Museumssammlung, sowie Werke wie The Harvesters von Pieter Bruegel dem Älteren.